# Siphocampylus declinatus
Siphocampylus declinatus är en klockväxtart som beskrevs av Henry Hurd Rusby. Siphocampylus declinatus ingår i släktet Siphocampylus och familjen klockväxter.
Artens utbredningsområde är Colombia. Inga underarter finns listade i Catalogue of Life.